# Zhang Jindong
Zhang Jindong (chinesisch 張近東 / 张近东, Pinyin Zhāng Jìndōng; * 1963 in der Provinz Anhui, Volksrepublik China) ist ein chinesischer Unternehmer.

## Leben
Jindong gründete und leitet das chinesische Unternehmen Suning Commerce Group. Nach Angaben des US-amerikanischen Forbes Magazine gehört Jindong zu den reichsten Chinesen. Jindong ist verheiratet und hat zwei Kinder.